# Jan De Cooman
Jan De Cooman, né à Zandbergen le 4 août 1893 et mort 11 juin 1949 dans la même ville, était un artiste peintre belge.

## Famille
Le ménage De Cooman - De Vadder, les grands-parents de Jan De Cooman, avait trois enfants. Le fils aîné, Felix, continuait avec sa sœur, également célibataire, l'exploitation de la ferme. Le cadet, Leopold, faisait des études d'enseignant. Après ses études, il commença sa carrière à l'école communale de Drogenbos, où il rencontre son épouse, Marie-Louise Heylemans. Elle travaillait dans l'enseignement, comme son père et son grand-père. En 1884, l'année de son mariage, il est nommé directeur à l'école communale de Zandbergen.
Le père De Cooman était plutôt sévère, certainement lié à sa formation d'enseignant. Néanmoins, il avait toujours une oreille attentive et en même temps une affection profonde pour ses quatre fils. La mère De Cooman était très dévote. Il suivait les cours en primaire devant son père, et en secondaire à l'athénée de Ninove. Sa mère aurait préféré un collège catholique, mais la position du père ne l'admettait pas.

## Formation
Sur insistance de son oncle Jan Heylemans, qui donnait des cours de dessin à l'académie des beaux arts à Saint-Gilles, et qui avait su convaincre papa De Cooman du talent de son jeune fils sensible et rêveur, Jan fait depuis 1909 la navette quotidienne vers la capitale. Pendant ces cinq années d'étude, c'était surtout Constant Montald qui influençait son développement artistique, quoique probablement moins sur le plan stylistique - symbolisme - que sur le plan du métier technique de l'artiste peintre. D'autres élèves bien connus de Montald sont René Magritte, Paul Delvaux et Edgard Tytgat. Jan réussit à s'emparer chaque année des prix pour le dessin et les tableaux de paysages. Ainsi, pour les portraits, il était lauréat une fois de plus.

## Mariage
En 1920, il épousa Clara Flamée et ils s'installèrent sur le flanc ouest du Oudenberg (nl) à Grammont. Klara Flamée, fille artistique et adorant l'art, originaire de Grammont (18/09/1896), était la fille aînée de Richard Flamée et Anna Van Damme. Le commerce florissant de son père, qui était grossiste en matériaux de construction, était situé à hauteur du Kaai dans le Grammont voisinant. La Dendre servait comme moyen de transport pour s'approvisionner en matériaux de construction et en matières premières par des péniches.
Ces jours-là, Klara suivait des cours de peinture chez l'artiste peintre amateur Jean Dussart. Elle jouait également du piano. Initialement, il dessinait et peignait surtout à partir de son sentiment et sans le moindre effort. Initialement, il était plus occupé avec les éléments créatifs spontanés qu'avec la perfection technique, la possibilité de vente, ou la représentation de la réalité et des détails. Ainsi il ne signait pas la majorité de ses œuvres.
De Cooman suivait les cours de l'académie des Beaux-Arts de Bruxelles et chaque année il remporta les premiers prix en dessin et peinture. Jan obtint la place de professeur de dessin au Collège St-Catherine et l'Institut St-Joseph, établissements d'enseignement secondaire à Grammont.
Il exerça cette occupation pendant quelques années, de 1922 à 1930. Entre-temps, il continua à peindre, mais surtout, il construisit sa propre presse (la première presse activée par un moteur électrique) afin de pouvoir y imprimer ses gravures. Il expérimenta pour ainsi dire jour et nuit afin de se perfectionner dans l'art de la gravure et eau-forte.
En 1927, il imprima dix gravures différentes représentant Grammont. Une deuxième série de 10 gravures, principalement des paysages du Oudenberg, parut en 1929.
Il peignit les 14 stations du chemin de Croix de l'église paroissiale de Zandbergen.
Les 6 magnifiques gravures de l'église et du couvent d'Averbode ainsi qu'une Mater Dolorosa datent de 1933.
Au début des années 1930, De Cooman rencontra le célèbre peintre Valerius De Saedeleer (né à Alost en 1867), qui résidait à Etikhove. À la demande du maître, Jan De Cooman exécuta 6 gravures en noir et blanc et 3 gravures en couleur à partir de ses scènes hivernales.
Il peignit encore les chemins de Croix en l'église paroissiale de l'Ascension du Christ à Steenhuize (1935), et l'église St-Martin à Essche-Saint-Liévin (1936), ainsi qu'en l'institut pour handicapés mentaux chez les Frères de la Charité à Eeklo (1939).
Sa première gravure en couleur, Printemps, date de 1939.
Après la guerre, sa santé était minée, à tel point qu'il ne travailla presque plus qu'en atelier.
Il dut attendre jusqu'en 1947 pour sa première reconnaissance internationale. Pour sa gravure En mai, il obtint le premier prix à la Triennale de Milan.
Peu après, il tomba gravement malade. Il ne se remit plus et mourut chez lui, à Zandbergen, le 11 juin 1949.

## Littérature
- Jef Crick, Leven en werken onzer beeldende kunstenaars, Ed. Edm. De Martelaere, 1929, pp. 88-91.
- Gaston De Knibber, Jan De Cooman en zijn werk. Catalogus retrospectieve, Grammont, 1974.
- Gaston Imbo, Jan De Cooman. Catalogus retrospectieve, Grammont, 1999.
- Paul de Pessemier 's Gravendries, Jan De Cooman. De herontdekking van een kunstenaar, Biografie. Bola Editions, Gand, 2013.
- Paul de Pessemier 's Gravendries,Vijf Huiververhalen uit het Spookslot, Anvers/Rotterdam: Editions C. de Vries-Brouwers, 2016.
- Paul de Pessemier 's Gravendries, De kunstenaarsconnectie rond het Slot van Laarne tijdens het interbellum / Le cercle d’artistes autour du château de Laarne durant l’entre-deux-guerres, dans Historische Woonsteden / Maisons d'Hier et d'Aujourd'hui, 2016, nr. 191, pp. 27-33.